# Créquy
 Créquy  ist eine französische Gemeinde mit 463 Einwohnern (Stand 1. Januar 2022) im Département Pas-de-Calais in der Region Hauts-de-France. Sie gehört zum Arrondissement Montreuil und zum Kanton Fruges. Hier entspringt das Flüsschen Créquoise.

## Lage
Die Gemeinde Créquy liegt an der Quelle der Créquoise im Artois, 18 Kilometer östlich von Montreuil-sur-Mer. Nachbargemeinden von Créquy sind Verchocq und Coupelle-Vieille im Norden, Fruges im Nordosten, Coupelle-Neuve und Ruisseauville im Osten, Planques im Südosten, Sains-lès-Fressin im Süden, Royon und Torcy im Südwesten, Embry im Westen sowie Herly und Rimboval im Nordwesten.

## Bevölkerungsentwicklung
| Jahr                       | 1962 | 1968 | 1975 | 1982 | 1990 | 1999 | 2006 | 2015 | 2022 |
| Einwohner                  | 700  | 730  | 691  | 611  | 605  | 561  | 524  | 483  | 463  |
| Quellen: Cassini und INSEE |      |      |      |      |      |      |      |      |      |

## Sehenswürdigkeiten
- Kirche Saint-Pierre
- Kapelle Saint-Esprit
- Fundamente der Burgmauer (Denkmalschutz seit 1991)

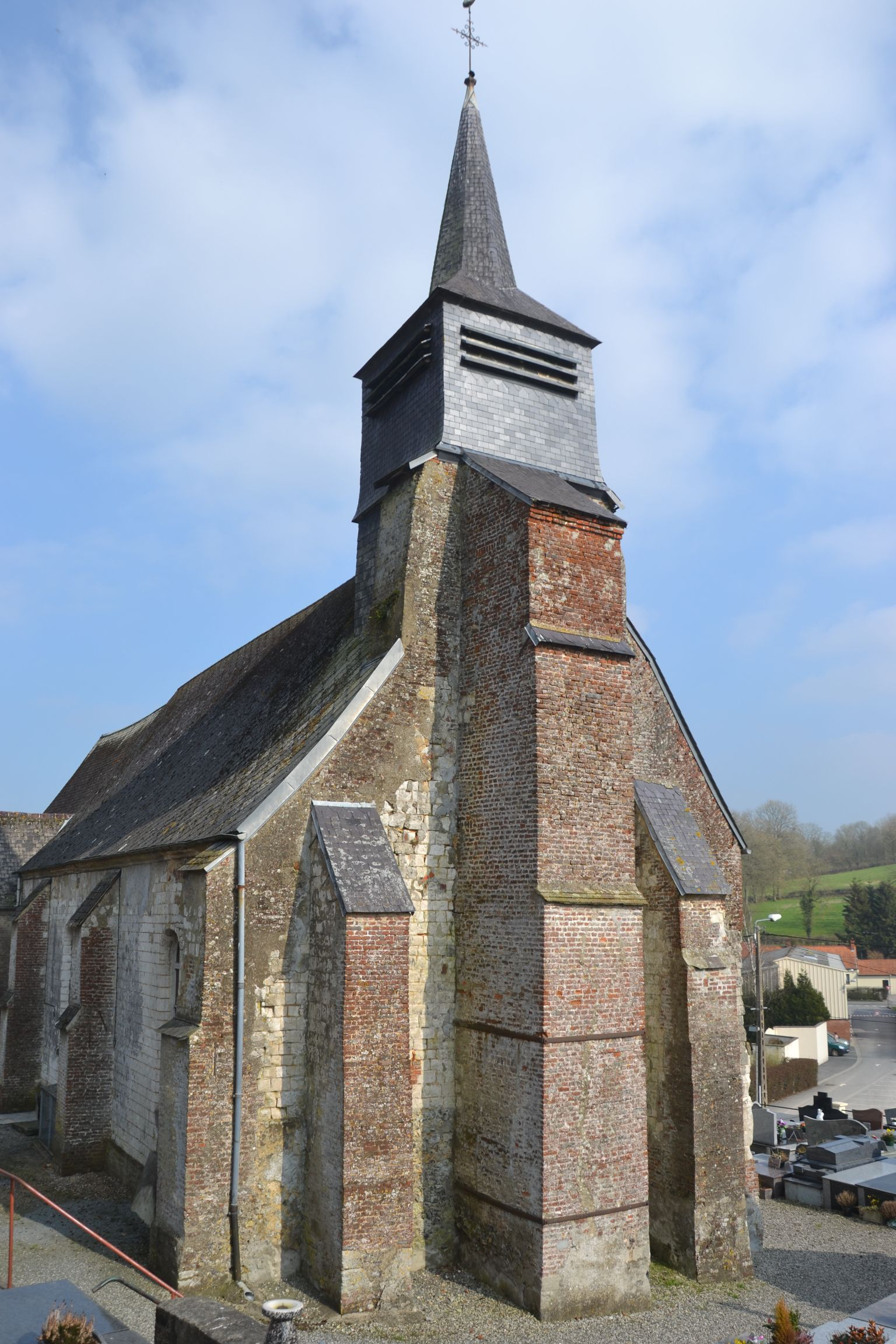
Kirche Saint-Pierre
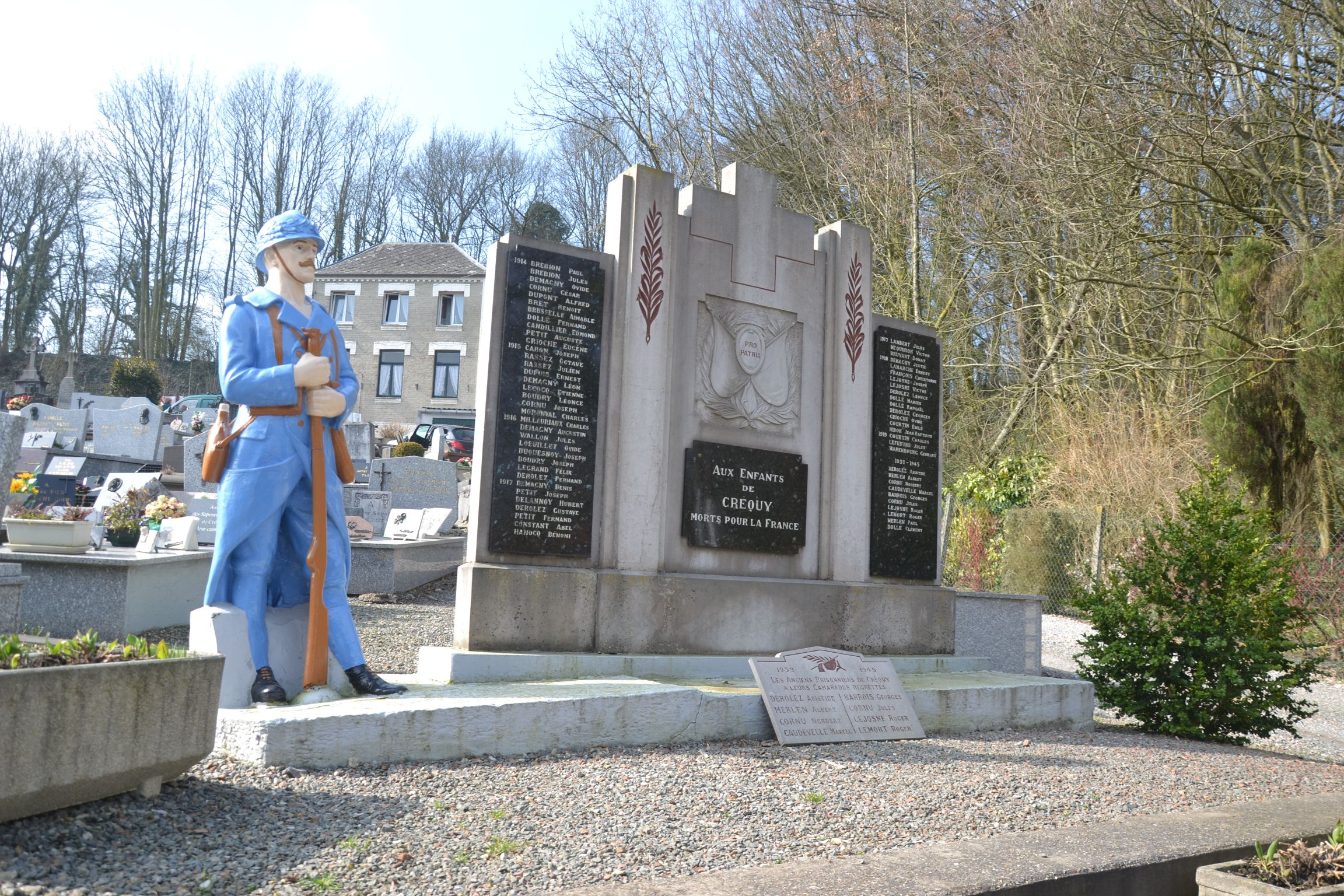
Gefallenendenkmal